# 花崗岩丘陵 (加利福尼亞州)
花崗岩丘陵（英語：Granite Hills）是位於美國加利福尼亞州聖地牙哥縣的一個人口普查指定地區。

## 地理
花崗岩丘陵的座標為32°48′35″N 116°54′38″W / 32.80972°N 116.91056°W，而該地最高點為海拔高度201米（即659英尺）。

## 人口
根據2010年美國人口普查的數據，花崗岩丘陵的面積為7.378平方千米，均為陸地。當地共有人口3035人，而人口密度為每平方千米411人。